# Microturbulència
Una Microturbulència és una forma de turbulència que varia en escales de distància petites (les escales de distància grans es coneixen com a macroturbulències.)

## Microturbulència estel·lar
Una microturbulència és un del molts mecanismes que poden causar l'eixamplament de les línies d'absorció en l'espectre estel·lar. Les microturbulències estel·lars varien amb la temperatura efectiva i la gravetat superficial.
La velocitat de la microturbulència es defineix com la component no tèrmica en microescala de la velocitat del gas en la regió de la formació de la línia espectral.
Es pensa que la convecció és el mecanisme responsable del camp de velocitats de turbulència observades, tant en estels de baixa massa com els d'alta.
Quan s'examina amb un espectroscopi, la velocitat del gas convectiu al llarg de la línia de visió produeix un efecte Doppler en les bandes d'absorció. És la distribució d'aquestes velocitats al llarg de la línia de visió que produeix l'ampliació de la microturbulència de les línies d'absorció en estels de massa baixa que tenen embolcalls convectius. En estels massius la convecció pot presentar-se només en petites regions per sota de la superfície; aquestes zones sub superficials de convecció poden excitar la turbulència en la superfície estel·lar a través de l'emissió d'ones acústiques o gravitatòries.
La força de les microturbulències (simbolitzada per la The strength of the microturbulence (symbolized by ξ, en unitats km s−1) es poden determinar comparant l'eixamplament de les línies fortes en contraposició a les febles.

## Fusió nuclear magnètica
Les microturbulències tenen un paper essencial en el transport d'energia durant els experiments de fusió nuclear, com el Tokamak.

## Oceanografia
En oceanografia, una microturbulència és el moviment de l'aigua oceànica amb una escala temporal (ente 1 i 10 segons) i espacial (entre 10−1 i 10 ² metres) determinada.